# 14-es busz (Pécs)
A pécsi 14-es jelzésű autóbusz a Főpályaudvar és Petőfi-akna között közlekedik. A járat Somogyot és Vasast keresztülszelve közlekedik, éppen ezért ez a legforgalmasabb járat, amely erre jár. 46 perc alatt ér vissza a Budai Állomásra a 22,4 km-es úton.

## Története
1952-ben már elindult az első járat Vasasig. 1956-ban a Zsolnay gyártól már Petőfi-aknáig jártak buszok. 1969. október 1-jétől a frissen átadott Budai Állomásról indultak a járatok e városrészhez. A 80-as évek elején Petőfi-aknán is megindul a nagyüzemű termelés – István-aknához hasonlóan – ide is M-jelzésű járatok indultak. M14-es Újmecsekaljáról, az M14A és az M14B pedig a Nevelési Központból. Az 1987-es átszámozás után ezek a járatok M85, M86 és M87 jelzéssel közlekedtek. További járatok:
- 80: István-akna–Petőfi-akna (ma 82-es jelzéssel)
- 80A: István-akna–Tűzoltószertár
- 80B: István-akna–Mázsaház
- 81: Hird–Petőfi-akna (ma is meglévő járat)
- 81A: Hird–Tűzoltószertár

A 90-es években több ütemben összevonták, majd megszüntették ezeket a járatokat a bányák bezárása miatt, csak a 14-es maradt.

## Útvonala
| Főpályaudvar → Budai Állomás → Petőfi-akna | Petőfi-akna → Budai Állomás → Főpályaudvar |
| --- | --- |
| Főpályaudvar – Szabadság utca – Rákóczi út – Rákóczi út – Zsolnay Vilmos utca – Pécsváradi út – Őrmezei út – Búzakalász utca – Mázsaház utca – Szövetkezet utca – Bethlen Gábor utca – Bencze József utca – M utca – Petőfi-akna | Petőfi-akna – M utca – Bencze József utca – Bethlen Gábor utca – Szövetkezet utca – Mázsaház utca – Búzakalász utca – Őrmezei út – Pécsváradi út – Zsolnay Vilmos utca – Rákóczi út – Rákóczi út – Szabadság utca – Főpályaudvar |

## Megállóhelyei
| 14 (Főpályaudvar – Petőfi-akna) |                         |          | |                                             |
| Perc (↓)                        | Megállóhely             | Perc (↑) | Megállóhelyet érintő járatok | Létesítmények                               |
| 0                               | Főpályaudvar végállomás | 34       | 3, 3E, 4, 4Y, 6, 6E, 7, 7Y, 8, 13, 13E, 13Y, 14, 14Y, 15, 15A, 20, 30, 31, 32, 32Y, 33, 34, 34Y, 35, 35Y, 36, 37, 38, 38Y, 39, 40, 41, 41E, 41Y, 42, 42Y, 43, 44, 46, 47, 73, 73Y, 104, 104A, 104E, 104Y, 130, 130A, 140 · Helyközi autóbuszok · Főpályaudvar |                                             |
| 2                               | Zsolnay-szobor          | 32       | 2, 2A, 2E, 3, 3E, 6, 6E, 7, 7Y, 8, 13Y, 14, 14Y, 22, 23, 23Y, 24, 25, 26, 26A, 27, 27Y, 28, 28A, 28Y, 29, 30, 31, 32, 32Y, 34, 34Y, 35, 35Y, 36, 37, 38, 38Y, 39, 40, 44, 46, 47, 73, 73Y, 102, 102Y, 103, 107E, 109E, 130, 140                               |                                             |
| 5                               | Árkád                   | 30       | 2, 2A, 2E, 3, 3E, 4, 4Y, 6, 6E, 7, 7Y, 8, 13, 13E, 13Y, 14, 14Y, 15, 15A, 22, 23, 23Y, 24, 25, 26, 26A, 27, 27Y, 28, 28A, 28Y, 29, 30, 33, 38, 38Y, 39, 40, 60, 60Y, 73, 73Y, 102, 102Y, 103, 104, 104A, 104E, 104Y, 107E, 109E, 130, 130A, 140               |                                             |
| 7                               | 48-as tér               | 27       | 2, 2A, 2E, 4, 4Y, 13, 13E, 13Y, 14, 14Y, 15, 15A, 20, 21, 21A, 30Y, 60, 60A, 60Y, 102, 102Y, 104, 104A, 104E, 104Y, 121 · Helyközi autóbuszok · Pécs-Külváros                                                                                                 |                                             |
| 9                               | Zsolnay Negyed          | 26       | 2, 2A, 4, 4Y, 13, 13E, 13Y, 14, 14Y, 15, 15A, 20, 21, 21A, 30Y, 60, 60A, 60Y, 102, 102Y, 104, 104A, 104E, 104Y, 121 |                                             |
| 11                              | Mohácsi út              | 24       | 2, 2A, 4, 4Y, 13, 13E, 13Y, 14, 14Y, 15, 15A, 20, 21, 21A, 25, 26, 30Y, 60, 60A, 60Y, 102, 102Y, 104, 104A, 104E, 104Y, 121 · Helyközi autóbuszok |                                             |
| 13                              | Gyárvárosi templom      | 22       | 2, 2A, 4, 4Y, 13, 13E, 13Y, 14, 14Y, 15, 15A, 25, 26, 26A, 30Y, 60, 60A, 60Y, 102, 102Y, 104, 104A, 104E, 104Y |                                             |
| 15                              | Budai Állomás           | 20       | 2, 2A, 2E, 4, 4Y, 12, 13, 13E, 13Y, 14, 14Y, 15, 15A, 16, 25, 26, 26A, 30Y, 60, 60A, 60Y, 102, 102Y, 104, 104A, 104E, 104Y · Helyközi autóbuszok |                                             |
| 17                              | Andrássy út             | 18       | 13, 13Y, 14, 14Y, 15, 15A, 25, 26, 60A, 102, 102Y, 104, 104A, 104Y |                                             |
| 18                              | Eperfás út              | 17       | 13, 13E, 13Y, 14, 14Y, 15, 15A, 25, 26, 60A, 102, 102Y, 104, 104A, 104E, 104Y · Helyközi autóbuszok |                                             |
| 19                              | Danitz puszta           | 16       | 13, 13Y, 14, 14Y, 15, 15A, 25, 26, 60A, 102, 102Y, 104, 104A, 104Y |                                             |
| 20                              | Ördögárok               | 15       | 13, 13Y, 14, 14Y, 15, 15A, 25, 26, 60A, 102, 102Y, 104, 104A, 104Y |                                             |
| 22                              | Murom                   | 13       | 13, 13E, 13Y, 14, 14Y, 15, 15A, 25, 26, 60A, 102, 102Y, 104, 104A, 104E, 104Y · Helyközi autóbuszok |                                             |
| 23                              | Őrmezei út, Szödrös     | 12       | 13, 13Y, 14, 14Y, 15, 15A, 25, 26, 60A, 102, 102Y, 104, 104A, 104Y |                                             |
| 24                              | Somogyi temető          | 11       | 13, 13Y, 14, 14Y, 15, 15A, 25, 26, 60A, 102, 102Y, 104, 104A, 104Y |                                             |
| 25                              | Somogyi templom         | 10       | 13, 13Y, 14, 14Y, 15, 15A, 25, 26, 60A, 102, 102Y, 104, 104A, 104Y |                                             |
| 26                              | Máladó utca             | 9        | 13, 13Y, 14, 14Y, 60A, 82, 102, 102Y, 104, 104A, 104Y |                                             |
| 27                              | Gabona utca             | 8        | 13, 13Y, 14, 14Y, 60A, 82, 102, 102Y, 104, 104A, 104Y |                                             |
| 28                              | Vashíd                  | 7        | 13, 13Y, 14, 14Y, 60A, 82, 102, 102Y, 104, 104A, 104Y |                                             |
| 29                              | Vasasi temető           | 6        | 13, 13Y, 14, 14Y, 60A, 82, 102, 102Y, 104, 104A, 104Y |                                             |
| 30                              | Bethlen Gábor utca      | 5        | 14, 14Y, 82, 102, 102Y, 104 |                                             |
| 32                              | Vasasi iskola           | 3        | 14, 14Y, 82, 102, 102Y, 104 | Vasas-Somogy-Hird Óvoda és Általános Iskola |
| 34                              | Bencze József utca      | 2        | 14, 14Y, 82, 102, 102Y, 104 |                                             |
| 35                              | M utca                  | 1        | 14, 14Y, 82, 102, 102Y, 104 |                                             |
| 36                              | Petőfi-akna végállomás  | 0        | 14, 14Y, 82, 102, 102Y, 104 |                                             |